# 18943 Elaisponton
18943 Elaisponton è un asteroide della fascia principale. Scoperto nel 2000, presenta un'orbita caratterizzata da un semiasse maggiore pari a 2,3970420 UA e da un'eccentricità di 0,1191714, inclinata di 6,42519° rispetto all'eclittica.